# Плейер, Отто Антон
Отто Антон Плейер (Otto Anton Pleyer) — австрийский дипломатический агент в петровской России, автор донесений императору Леопольду.

## Биография
Объявился в Москве в 1692 году по торговым делам, с 1696 года — поверенный в делах венского двора, секретарь австрийского посольства, с 1711 года — резидент.
Содержание его послания к австрийскому двору о заговоре Алексея Петровича было передано австрийскими властями царевичу, который впоследствии под пытками в Петропавловской крепости выдал его содержание палачам.
Узнав о его «заговорах с некоторыми неверными подданными», Пётр I сделал вывод, что Плейер подбивал сына на изменнические действия. Русское правительство демонстративно прервало всякие дипломатические контакты с Плейером и требовало (безуспешно) от австрийского императора его отзыва из России (18 марта 1718 г.).
В конце 1718 года российское правительство самовольно выслало Плейера из России. По прибытии в Вену его поведение после проверки было признано безупречным, после чего ему было назначено «резидентское жалованье вплоть до определения его на новое место».

## Донесения
Впервые его донесения напечатаны на немецком языке Н. Г. Устряловым в «Истории Петра Великого»:
- в т. II — об Азовском походе, которого Плейер был участником и о котором сообщил важные сведения;
- в т. III — о заговоре Соковнина, о делах польских (1697—1700) и об отношениях России к Швеции;
- в т. IV — о состоянии дел в России во время Северной войны (50 донесений);
- в т. VI — о деле Кикина и царевича Алексея Петровича.